# Battle Hymns MMXI
Battle Hymns MMXI är det elfte studioalbumet med det amerikanska heavy metal/power metal-bandet Manowar, utgivet november 2010 av skivbolaget Magic Circle Music. Albumet är en nyinspelning av Manowars debutalbum Battle Hymns från 1982. Skådespelaren Christopher Lee medverkar på låten Dark Avenger. På originalutgåvan medverkade Orson Welles.

## Låtförteckning
1. "Death Tone" – 5:06
2. "Metal Daze" – 4:32
3. "Fast Taker" – 4:06
4. "Shell Shock" – 4:12
5. "Manowar" – 4:00
6. "Dark Avenger" – 6:23
7. "William's Tale"  (instrumental) – 1:51
8. "Battle Hymn" – 9:22
9. "Fast Taker" (live 1982, bonusspår) – 3:54
10. "Death Tone" (live 1982, bonusspår) – 4:57

Text & musik: Ross the Boss/Joey DeMaio (spår 1, 3–6, 8–10), DeMaio (spår 2), Gioacchino Rossini/DeMaio (spår 7)
Bonusspår på special-utgåvan 2011
1. "Call to Arms" (live vid O2 Academy i Birmingham, England 27 mars 2011)
2. "Hand of Doom" (live vid La Riviera i Madrid, Spanien 10 april 2011)
3. "House of Death" (live vid O2 Academy i Birmingham, England, 27 mars 2011)
4. "Thunder in the Sky" (live vid Campo Pequeno i Lisbon, Portugal 2 april 2011)

## Medverkande
Manowar
- Eric Adams – sång
- Karl Logan – gitarr
- Joey DeMaio – basgitarr
- Donnie Hamzik – trummor
- Ross the Boss – gitarr (live, spår 9, 10)

Bidragande musiker
- Francisco Palomo – keyboard
- Christopher Lee – berättare (spår 6)
- Eileen Carnicelli, Merideth Webste, Michael Bilak, Janine Kloiber – kör

Produktion
- Joey DeMaio – musikproducent, exekutiv producent
- Dirk Kloiber – ljudtekniker, redigering
- Lewis Jones – ljudtekniker
- Francisco Palomo – redigering
- Ronald Prent – ljudmix
- Darcy Proper – mastering
- Jan "Örkki" Yrlund – omslagsdesign, omslagskonst